# Sainte-Eulalie-en-Born
Sainte-Eulalie-en-Born (okzitanisch Senta Aulàdia de Bòrn) ist eine französische Gemeinde mit 1.457 Einwohnern (Stand 1. Januar 2022) im Département Landes in der Region Nouvelle-Aquitaine (vor 2016: Aquitanien). Sie gehört zum Arrondissement Mont-de-Marsan und zum Kanton Grands Lacs (bis 2015: Kanton Parentis-en-Born). Die Bewohner nennen sich Sainte-Eulaliens. Sainte-Eulalie-en-Born ist Mitglied des Gemeindeverbandes Grands Lacs.

## Geografie
Sainte-Eulalie-en-Born liegt etwa 70 Kilometer nordwestlich von Mont-de-Marsan an der Küste zum Golf von Biskaya. Umgeben wird Sainte-Eulalie-en-Born von den Nachbargemeinden Gastes im Norden, Pontenx-les-Forges im Osten, Saint-Paul-en-Born im Osten und Südosten, Aureilhan im Süden und Südosten sowie Mimizan im Süden.

## Bevölkerungsentwicklung
| 1962                       | 1968 | 1975 | 1982 | 1990 | 1999 | 2006 | 2017 |
| -------------------------- | ---- | ---- | ---- | ---- | ---- | ---- | ---- |
| 514                        | 490  | 557  | 614  | 773  | 785  | 988  | 2281 |
| Quellen: Cassini und INSEE |      |      |      |      |      |      |      |

## Sehenswürdigkeiten

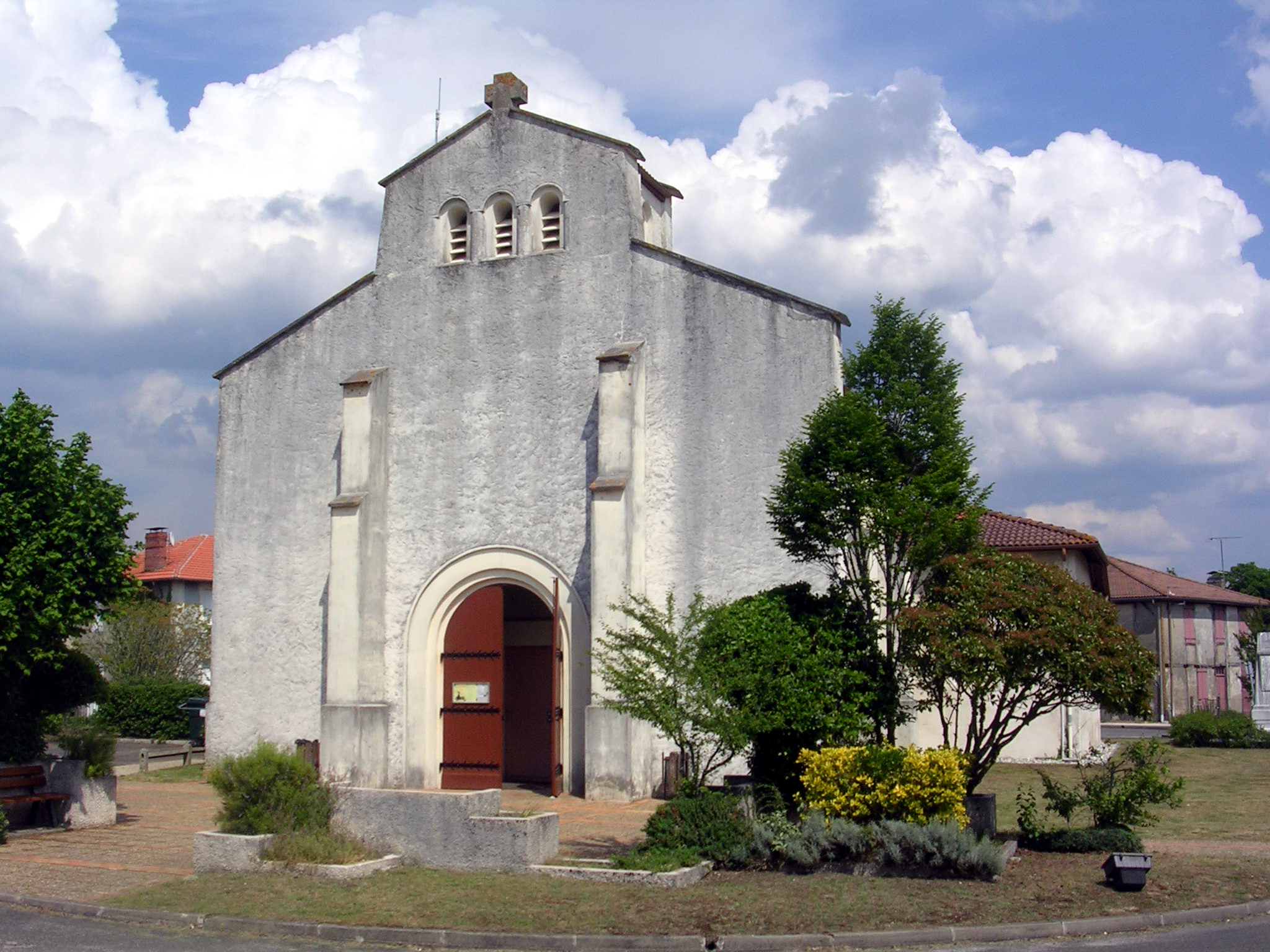
Kirche Sainte-Eulalie

- Kirche Sainte-Eulalie
- Herrenhaus Probert